# Metapenaeopsis lindae
Metapenaeopsis lindae är en kräftdjursart som beskrevs av R. J. G. Manning 1988. Metapenaeopsis lindae ingår i släktet Metapenaeopsis och familjen Penaeidae. Inga underarter finns listade i Catalogue of Life.